# Gylet, Småland
Gylet är en sjö i Markaryds kommun i Småland och ingår i Lagans huvudavrinningsområde.